# Сабя от Кабиюк
Сабята от ранносредновековния Могилен комплекс Кабиюк-Шуменско е археологическа находка от края на VII или началото на VIII век, времето на създаване и укрепване на Българската държава по Долния Дунав.

## Разкриване
Находката е направена през 2005 г., когато археологическа експедиция на РИМ–Шумен под ръководството на Рашо Рашев започва проучване на новооткрит могилен комплекс на 15 км западно от старата българска столица Плиска, в землището на коневъдното предприятие „Кабиюк“. При проучването на могила №4 е открито богато ранносредновековно погребение, датирано от изследователите към края на VII до средата на VIII век. Погребението е на млад мъж и е извършено чрез трупополагане в гробна яма преди времето на насипване на самата могила. То е ориентирано с глава на север и придружено от множество погребални и поменални дарове. Основна и най-важна част от погребалния инвентар съставят снаряжението на конника, включващо сребърни гарнитури от бойни колани и накити, конска амуниция с украса за нея и оръжие-сабя 

## Анализ
Оръжието, открито в гроб №1 на могила №4, е ранносредновековната сабя, положена като лично въоръжение или дар за погребания там български войн. Сабята от Кабиюк е открита положена вляво от погребания, обърната с дръжката към краката му, вероятно предварително извадена и поставена отделно от ножницата си. Оръжието не се е запазило цяло и в първоначалния си вид, а е фрагментирано на четири къса поради силна корозия и пълно окисление. Остатъкът от острието  на сабята е с многослойна структура, изкован чрез пакетиране на 2 или 3 стоманени ленти с различно въглеродно съдържание. Предпазителят на сабята е дълъг и прав. Дървената част на дръжката е едносъставно цилиндрично тяло с дължина до 160 мм и облечена с кожа от скат или акула (Rhinobatos cemiculus или Centrophorus granulosus).

## Реставрация
Сабята е своеобразен връх в развитието на кавалерийското дълго хладно оръжие, използвано от конните народи на Евразия. В своята класическа форма, тя се появява за пръв път на историческата сцена заедно с източноевропейските номади през VII-VIII век. Тя представлява хладно оръжие с извито, едностранно източено острие с характерна режеща фаза и сечащ удар. Първите подобни оръжия в Източна Европа са образците от погребалния комплекс, открит по левия бряг на Днепър в близост до с. Вознесенка и сходните им оръжия от синхронните комплекси Перешчепино, Глодоси, Келагей и Макуховки от последната четвърт на VII век. В края на същия VII и началото на VIII век, сабята се появява и на Балканите, в региона където първоначално се заселват българите-оногури. Находката от Кабиюк е ярък представител на тази специфична в своята стилистика разновидност на сабята.
Първоначално находката е реставрирана като оръжие с права дръжка. Това буди известен спор в научните среди, тъй като на снимката от разкриването на находката се вижда, че запазеното парче от дръжката има лек наклон в посока на режещия ръб, а ъгълът между него и дясното рамо на предпазителя е по-голям от 90 градуса. Това вдъхновява следващ опит за историческа реконструкция (реплика) на находката от Кабиюк след сравнително проучване на достъпния запазен археологически материал и практически опит в изработването и утилитарната употреба на оръжието сабя.
Сабята от Кабиюк е възстановена като дълго хладно оръжие със сравнително дълго острие (750 – 800 мм), несиметрична извивка (10 мм), по-изразена в последната третина на клина. Острието е сравнително широок (3,5 – 4,0 см) и дебело (0,5 – 0,6 мм), с петостенно сечение, със задно острие към върха му и с малко изтъняване по посока на върха. Тези параметри определят сабята от Кабиюк като оръжие със силно присъствие на острието и център на тежестта, който е сравнително отдалечен от предпазителя (20 – 25 см). Опашката на острието и основата  на ръкохватката е леко изместена от централната ос по посока на гърба, с издължена трапецовидна форма (9 – 14 см/2,5/1,2 см) с укрепваща гривна (втулка). Дръжката на сабята е с права и дълга ръкохватка (13 – 16 см) с лек наклон по посока на режещия ръб, следваща оста на сабята , обвита с кожа от скат и укрепена със сребърни детайлни обкови (тясна гривна и цилиндрично калпаче). Дървената част е закрепена към металната основа с помощта на железен нит 3 см над предпазителя нит и втори, преминаващ през самия предпазител. В основата на същия, под главичката е прикован и дебел кожен ремък – темляк.

## Подобни находки
Най-ранните прототипи на типа сабя от Кабиюк са сабите от некропола Дюрсо в Предкавказието  и сабята от погребение 2, могила 2 на Шиловския некропол по Средна Волга от VII век . Първата сабя, която носи характерните за сабите от типа на Кабиюк, дълго право кръстовище и укрепваща гривна в основата на острието , е тази от погребение 4, могила 11 на Шелехметския II некропол от района на Самарската дъга, отново по Средна Волга от края на VII век . Наличието на такава гривна е важен типологично определящ елемент, характерен за цяла група саби от най-ранния период на възникване на това оръжие, които са безспорно свързани с миграциите на българите от епохата. По Средна Волга подобни саби са открити в Новинковския могилен некропол от началото на VIII век
Такива са и сабите от етнокултурно близките на тези от Кавказ, но малко по-късни паметници по Северски Донец и Оскол, датирани в средата на VIII-IХ век. Това са все саби откривани в аланските и български паметници от Подонието  Разбира се, едни от най-ранните находки на такива саби със слабо извит клин, права дръжка и сравнително дълго право кръстовище са открити и по Средния Дунав и Тиса в границите на някогашния Аварски каганат. Закрепването на предпазителя към дръжката, с помощта на железен нит с висока пирамидална главичка както в случая със сабята от Кабиюк, е особеност характерна за цяла група такива аварски саби – тип IIIа, по класификацията на Г.Чики  Със същия характерен накрайник на ръкохватката какъвто има сабята от Кабиюк, са сабите открити в кремационния некропол Сухая Гомольша ; сабите от двуобредния некропол Красная Горка  и две саби са от частни колекции . Интересното при накрайника на сабята от Кабиюк е, че той силно наподобява формата на накрайника за войнски колан, а също и друг по-малък накрайник, вероятно от дръжката на нож, намерени в същото погребение. Още по-интересното е, че точно този тип касетъчен коланен накрайник се появява и при всички находки на колани изпълнени в типичния за българската служебна аристокрация, стил Врап-Ерсеке. Освен при Кабиюк, такива са коланите накрайници на единия от двойките колани открити в погребения от квартал Дивдядово-Шуменско датирани от началото на VIII-до средата на IX век. Накрайниците с форма като тази от дръжката на сабята от Кабиюк се запазват и в християнския период на Първото царство  Формата на калпачето и начина му за закрепване с помощта на два нита с изпъкнали кръгли глави са характерна особеност на сабята, отнасящи я към тази хронологична и географски обособена типологична група, т.е. българите и аланите населявали земите на Хазарския каганат по р. С.Донец (VIII-IX век). Връзката на този тип накрайник с накрайниците на бойните колани, определя и мястото на сабята в българската традиция на художествения метал по Долния Дунав и връзката му със синхронните номадски култури, в частност тази на Аварския каганат по Средния Дунав(VIII-IX век).
В България са разкрити оръжия от същия, а може би и от по-ранен период (VI-VII век), които също са с отношение към появата на сабята и нейната еволюция:
- Сабята от Върбица
- сабя от гроб №27 на некропола в Нови Пазар[20],
- сабя от Черенча (местност Фисека)[21],
- две саби от п. 299 и 374 в Платонещи, окръг Яломица в днешна Румъния[22],
- палаш от Ришкия проход[23][24],
- палаш от фонда на НИМ[25],
- сабя от района на Дулово[26]
- палаш от Нова Бяла река [27].